# Anisorrhina roggemani
Anisorrhina roggemani är en skalbaggsart som beskrevs av Jan Krikken 1987. Anisorrhina roggemani ingår i släktet Anisorrhina och familjen Cetoniidae. Inga underarter finns listade i Catalogue of Life.